# Photinus
Photinus är ett släkte av skalbaggar. Photinus ingår i familjen lysmaskar.
Honor av släktet Photuris skickar ut ljussignaler av samma sort som honor av släktet Photinus. Photinus-hannarna flyger till en förväntad parning, blir infångade och uppätna. Detta är en form av mimikry som kallas Peckhams mimikry, eller aggressiv mimikry.

## Bildgalleri

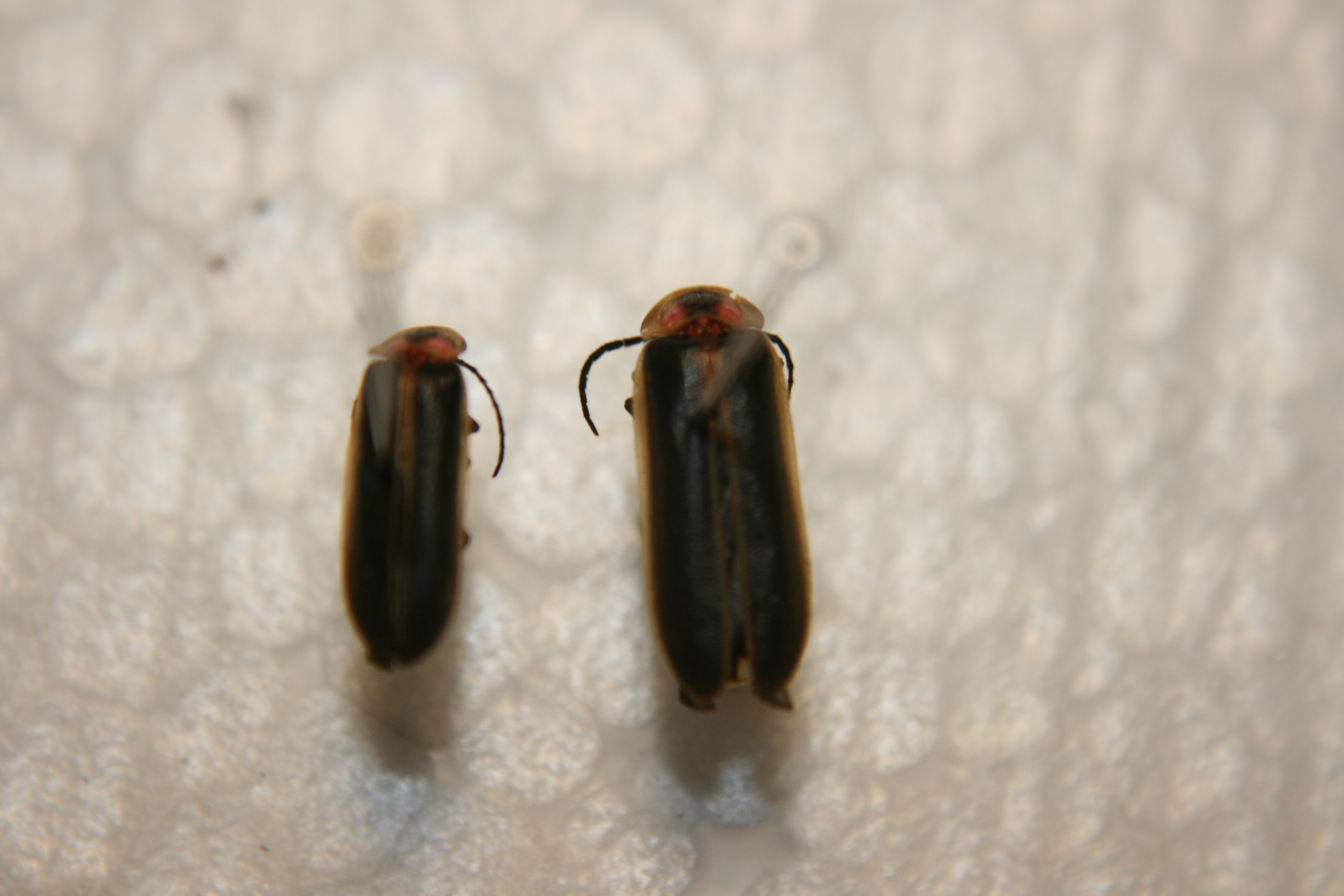
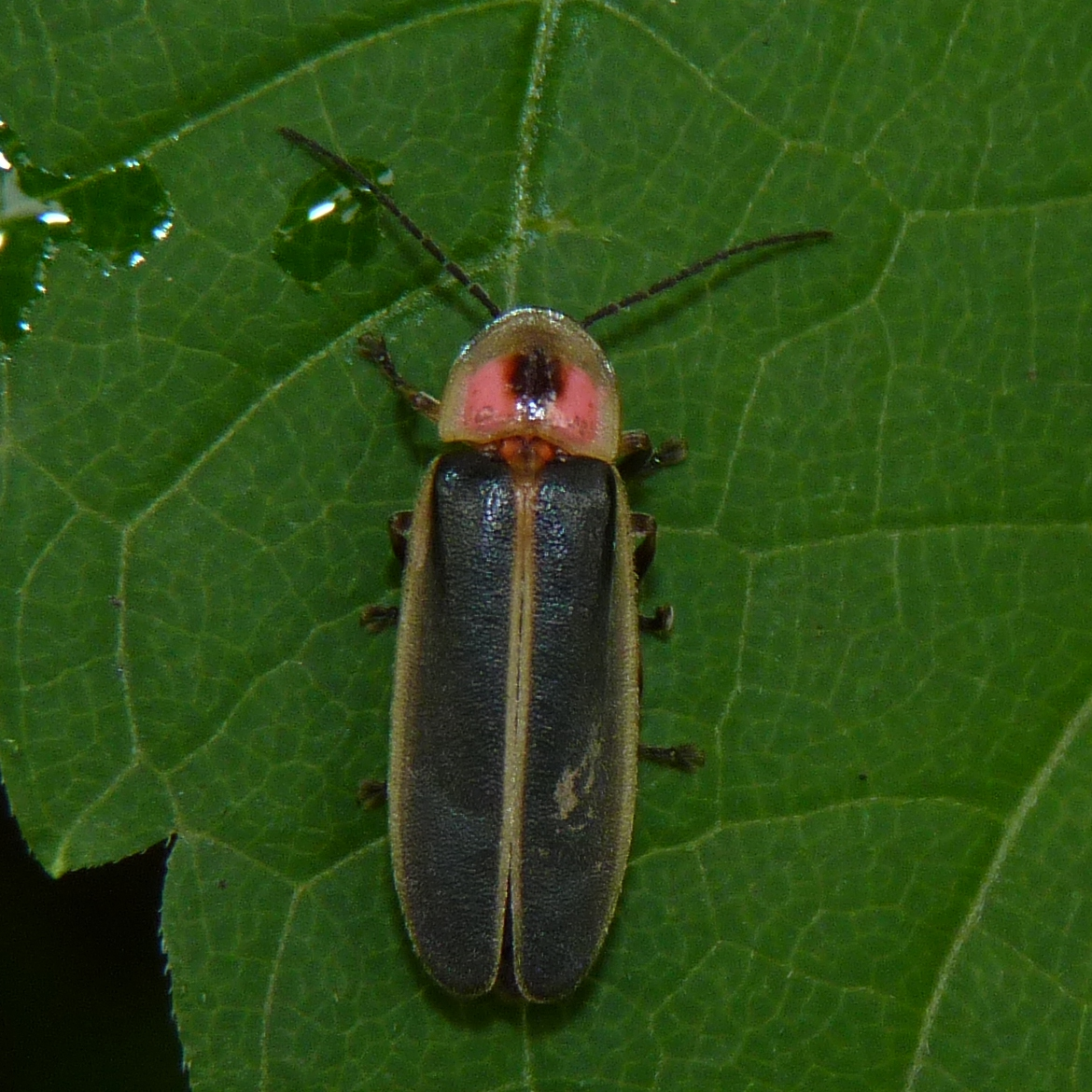
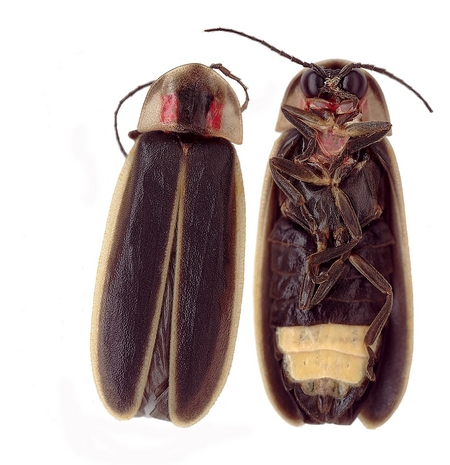
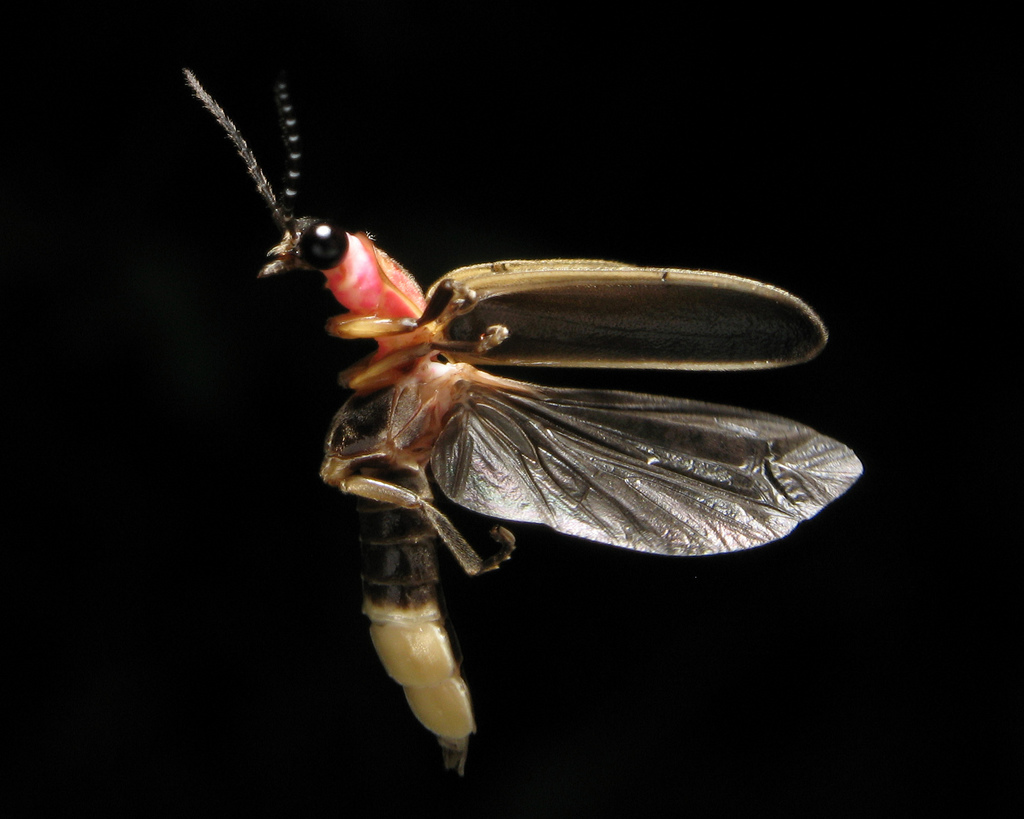
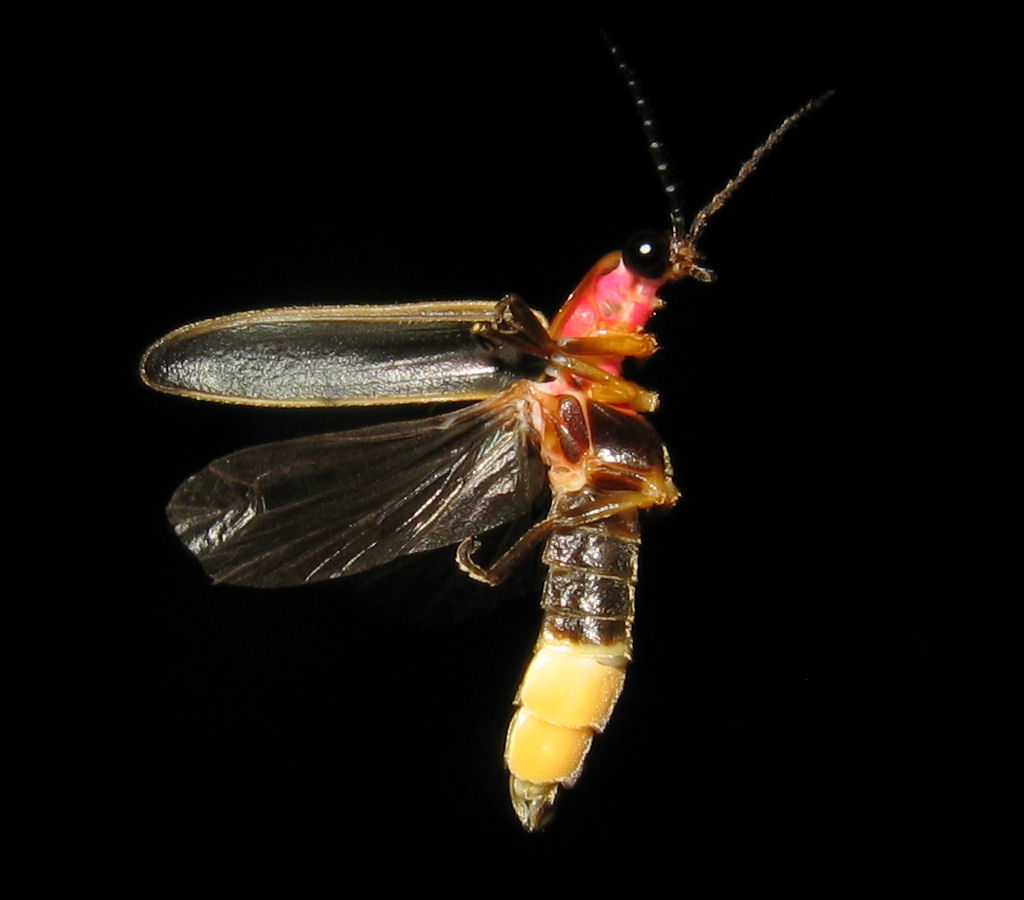
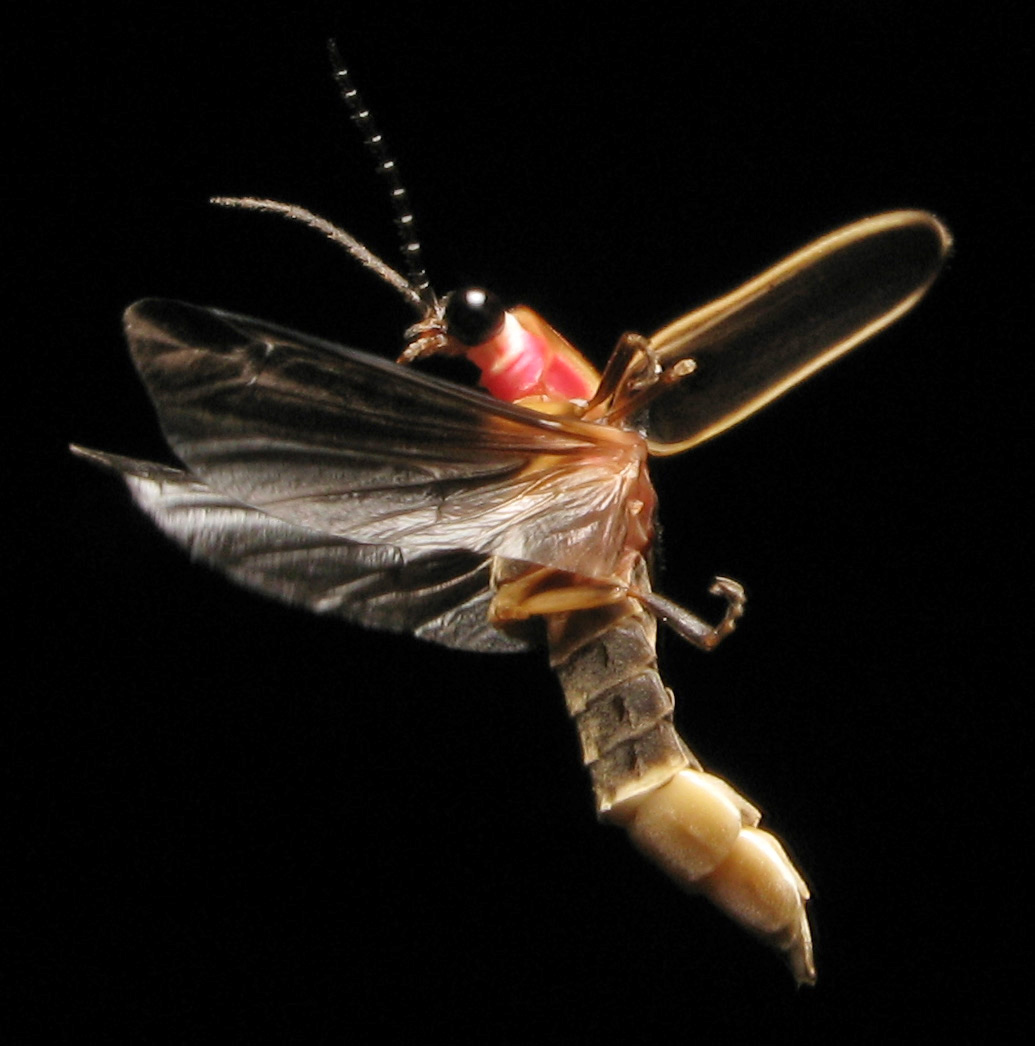

## Dottertaxa tillPhotinus, i alfabetisk ordning[1]
- Photinus acuminatus
- Photinus aquilonius
- Photinus ardens
- Photinus australis
- Photinus brimleyi
- Photinus carolinus
- Photinus collustrans
- Photinus concisus
- Photinus consanguineus
- Photinus consimilis
- Photinus cookii
- Photinus curtatus
- Photinus dimissus
- Photinus floridanus
- Photinus frosti
- Photinus granulatus
- Photinus greeni
- Photinus ignitus
- Photinus immaculatus
- Photinus indictus
- Photinus knulli
- Photinus lineellus
- Photinus macdermotti
- Photinus marginellus
- Photinus obscurellus
- Photinus punctulatus
- Photinus pyralis
- Photinus sabulosus
- Photinus scintillans
- Photinus stellaris
- Photinus tanytoxus
- Photinus tenuicinctus
- Photinus texanus
- Photinus umbratus

### Fotnoter
1. 1 2 3  Bisby F.A., Roskov Y.R., Orrell T.M., Nicolson D., Paglinawan L.E., Bailly N., Kirk P.M., Bourgoin T., Baillargeon G., Ouvrard D. (red.) (27 februari 2011). ”Species 2000 & ITIS Catalogue of Life: 2011 Annual Checklist.”. Species 2000: Reading, UK. http://www.catalogueoflife.org/annual-checklist/2011/search/all/key/photinus/match/1. Läst 24 september 2012.
2. ↑  Pasteur 1982, s. 169-199.